# Emil Oberhoffer
Emil Oberhoffer   (Múnic, 10 d'agost de 1867 - San Diego, 22 de maig de 1933) va ser un director d'orquestra estatunidenc d'origen alemany i compositor menor. Va fundar l'Orquestra Simfònica de Minneapolis (ara coneguda com lOrquestra de Minnesota), i va ser el seu director durant els primers 19 anys de la seva existència.

## Biografia
Emil Johann Oberhoffer va néixer a prop de Múnic, en una família de músics, sent el seu pare un organista, compositor i director provincial conegut, i la seva mare i els seus germans també van deixar les seves marques. Va mostrar promeses primerenques sobre l'orgue i el violí, i va ser enviat a estudiar amb el deixeble de Josef Rheinberger, Cyrill Kistler, i més tard a París per a un intens estudi de piano amb Isidor Philipp.
Va emigrar a la ciutat de Nova York el 1885, es va convertir en ciutadà nord-americà el 1893, i es va traslladar a St. Paul, Minnesota, el 1897 com a professor, conferenciant, concertista i director d'orquestra. Va dirigir lApollo Club de Minneapolis, una notable societat coral. També va organitzar l'Associació Coral Schubert i lOrquestra Schubert a St. Paul, i va ser director del Minneapolis Philharmonic Club, un grup coral. Es va sentir frustrat per la qualitat dels conjunts de ratlles que s'utilitzaven per a l'acompanyament d'aquests grups, i això es va convertir en el catalitzador de l'establiment d'una orquestra permanent a Minneapolis. LOrquestra Simfònica de Minneapolis va fer la seva primera actuació, sota la direcció d'Oberhoffer, el 5 de novembre de 1903.
També va ser organista i director de música a l'Església del Redemptor i va fundar la càtedra de música a la Universitat de Minnesota. Va ser personalment molt actiu i enèrgic, i va instigar la pràctica de recórrer àmpliament l'orquestra, fent-la més coneguda que la majoria dels seus homòlegs vinculats a les metròpolis. L'orquestra va fer el seu debut al Carnegie Hall el 1912. Un gran nombre de solistes de fama internacional van aparèixer amb l'orquestra durant el mandat d'Oberhoffer.
Oberhoffer va abandonar Minneapolis el 1922 després d'un augment de la fricció amb la direcció de l'orquestra. L'orquestra va fer el seu debut al Carnegie Hall el 1912. El seu lloc va ser ocupat per Bruno Walter com a director convidat durant els anys 1922-23, després per Henri Verbrugghen. El seu mandat de 19 anys amb la Simfònica de Minneapolis no va ser igualat fins a Stanisław Skrowaczewski (1960–79).
Es va traslladar a Califòrnia, i es va convertir en director convidat de la Filharmònica de Los Angeles, San Francisco Symphony, St. Louis Symphony Orchestra i lOrquestra Simfònica de Detroit. El 8 de juliol 1926, es va dur a terme la primera actuació de la Filharmònica amb Alborada del gracióso de Maurice Ravel.
Les seves composicions, ara oblidades, inclouen: Hora Novissima (una escena vocal sobre les últimes hores d'un nen moribund al costat del qual la mare espera mentre toca una campana), i Mélodie élégiaque, dedicada a la violinista francesa Camilla Urso. Oberhoffer va morir a San Diego, Califòrnia, el 22 de maig de 1933, als 65 anys. Està enterrat al cementiri de Lakewood, Minneapolis, on es troba l'obelisc Oberhoffer a la seva memòria.

## Heretat
- L' Emil J. Oberhoffer House té vista sobre el llac Orchard, a Lakeville, Minnesota.